# Biaxial orientierte Polyester-Folie
Biaxial orientierte PET-Folie (BO-PET, PET-BO) ist eine Folie aus Polyethylenterephthalat, die besondere Eigenschaften durch ein Reckverfahren erhält. Die Folien können in einer Richtung längs oder quer (monoaxial) oder in beiden Richtungen (biaxial) gereckt werden.
BO-PET zeichnet sich vor allem durch hohe Zugfestigkeit, chemische, mechanische und thermische Stabilität sowie Transparenz aus. BO-PET ist ein guter elektrischer Isolator, zeigt eine geringe Wasseraufnahme (0,3 %) und eine hohe elektrische Durchschlagsfestigkeit bis zu 180 kV/mm. Wegen der hohen Zugfestigkeit können sehr leichte Folien aus BO-PET hergestellt werden. Typisch sind 10 bis 11 g/m², aber auch 2,2 g/m² sind möglich. Folien aus diesem Material sind nicht UV-beständig.
Die Folie wird unter verschiedenen Markennamen verkauft, unter anderem Hostaphan, Mylar und Melinex. Die letzten beiden Namen sind englischen Ursprungs.

## Geschichte und Herstellungsverfahren
Biaxial orientierte Polyesterfolien wurden Mitte der 1950er Jahre von DuPont, Hoechst, ICI und Rhône-Poulenc entwickelt. (DuPont, Hoechst und Rhône-Poulenc hatten alle Lizenzen von ICI für den damals neuen Kunststoff PET erhalten.) Die erste Produktionsanlage in Deutschland ging bei Hoechst in Wiesbaden 1955 in Betrieb. Der 1961 von der NASA gestartete „Echo“-Satellit war ein Ballon aus einer 0,127 mm (5 mil) dicken, metallbeschichteten PET-Folie mit einem Durchmesser von rund 30 m.
Hergestellt wird BO-PET, indem eine dünne Schicht aus geschmolzenem PET auf eine Walze aufgetragen wird, zuerst in Walzenrichtung und dann orthogonal zur Walzendrehrichtung gedehnt wird. Anschließend wird sie bei hoher Temperatur fixiert, sodass sie nicht mehr zurück auf ihre Ausgangsmaße schrumpfen kann.
BO-PET kann durch Sputtern mit Aluminium beschichtet werden. Das Produkt weist damit eine wesentlich geringere Gasdurchlässigkeit auf (wichtig für Lebensmittelverpackungen und Helium-Folienballons) und reflektiert so bis zu 99 % des Lichts inklusive eines Großteils des Infrarotspektrums. BO-PET-Folie ist im Vergleich zu Alufolie sehr reißfest. Durch seine reflektierenden Eigenschaften kann es zur Wärmeisolation verwendet werden, als dünne gold-silbrige Folie in Notfallapotheken als Rettungsdecke zum Warmhalten von Verletzten oder, mehrlagig, in der Raumfahrt.

## Verwendung

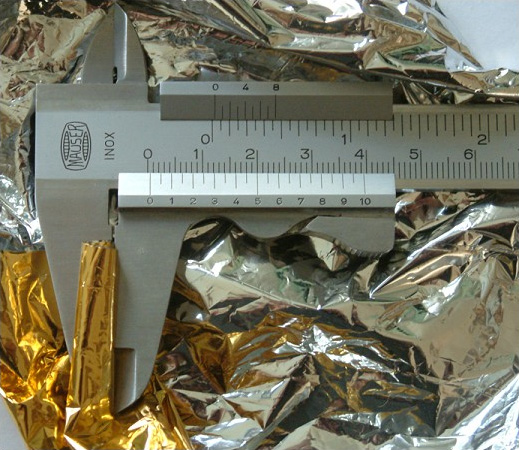
Rettungsfolie, Dicke ca. 15 µm, 32 Lagen: 450 µm; Inklusive Aluminiumschicht (Messschieber-Anzeige)

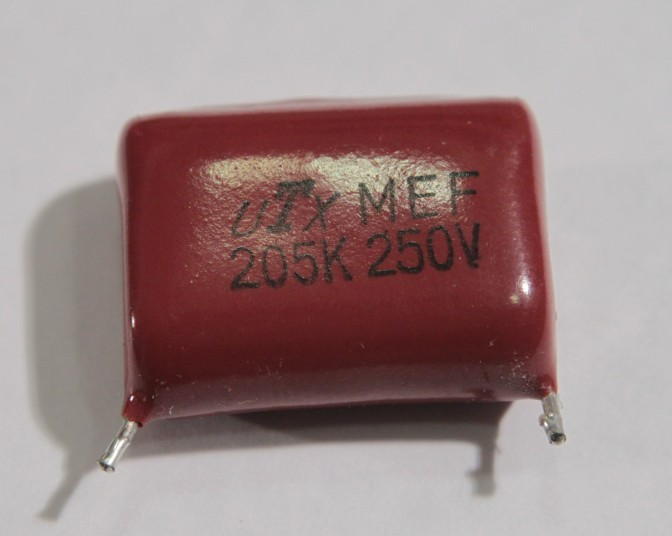
Mylar-Folienkondensator

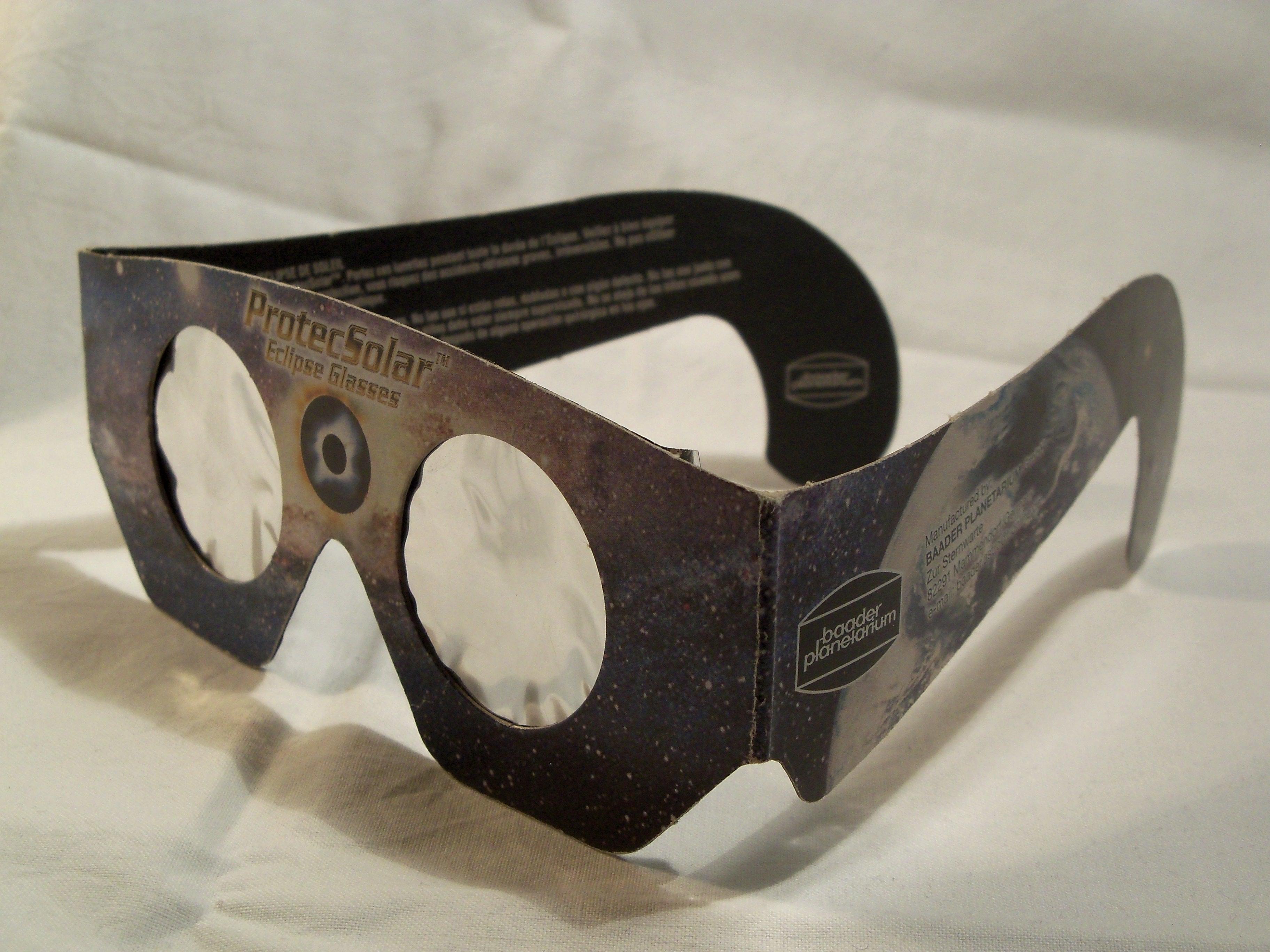
Sonnenfinsternisbrille

- Aromadichte Lebensmittelverpackungen
- Elektrischer Isolierstoff, z. B. als Lagen- und Wicklungsisolation bei LCD-Invertern, Transformatoren und elektrischen Maschinen
- Aluminisiert als thermisches Isolationsmaterial (z. B. in Rettungsdecken oder Zelten)
- Abdeckung von Nahrungsmittelbehältern (u. a. mikrowellen- und backofengeeignet)
- Als reflektierende Verzierung auf Büchern, Karten oder Kunstdrucken
- Lametta
- Für Dokumentenhüllen (beispielsweise für Archivierungszwecke)
- Als Überlegfolie zur zerstörungsfreien Verwendung und Beschriftung von Landkarten
- Dielektrikum in Folienkondensatoren und als Basismaterial für flexible Leiterplatten; Hülle um Inverter von Computerdisplays
- Sonnensegel (z. B. Cosmos 1)
- Ballons; insbesondere metallbeschichtet hat es eine wesentlich geringere Helium-Durchlässigkeit als Gummi
- Grundsubstrat für magnetische Bänder (z. B. VHS- oder Audio-Kassetten) und Disketten
- Als Membran für elektrostatische/orthodynamische Lautsprecher und Kopfhörer, Kondensator- und Elektretmikrofone
- In den NASA-Raumanzügen sind 5 metallisierte Mylarschichten eingearbeitet, um die Wärmeisolation und die Gasdichtigkeit herzustellen
- Herstellung von Trommelfellen (Drumheads)
- Reflektoren für Leuchtstoffröhren
- Schutz für die Spielfläche von Flipperautomaten
- Herstellung von verzugarmen, formstabilen Segeln für Segelboote und Hängegleiter
- Verwendung in Abstandshaltern für Mehrscheibenisolierglas
- Material für Lochstreifen
- Aufziehfolie bei Trommelscannern
- In Sonnenfinsternisbrillen